# Santa Ana (Entre Ríos)
Santa Ana es un municipio del distrito Mandisoví del departamento Federación en la provincia de Entre Ríos, República Argentina. El municipio comprende la localidad del mismo nombre, la localidad de Colonia Ensanche Sauce, y un área rural. Está situada sobre la Ruta Provincial 2. 
Su superficie urbanizada abarca unas 35 ha de superficie. Las zonas rurales, por su parte tienen una superficie aproximada de 1000 ha.
Su santa patrona es santa Ana. Su festividad se celebra el 26 de julio (santoral católico).

## Historia

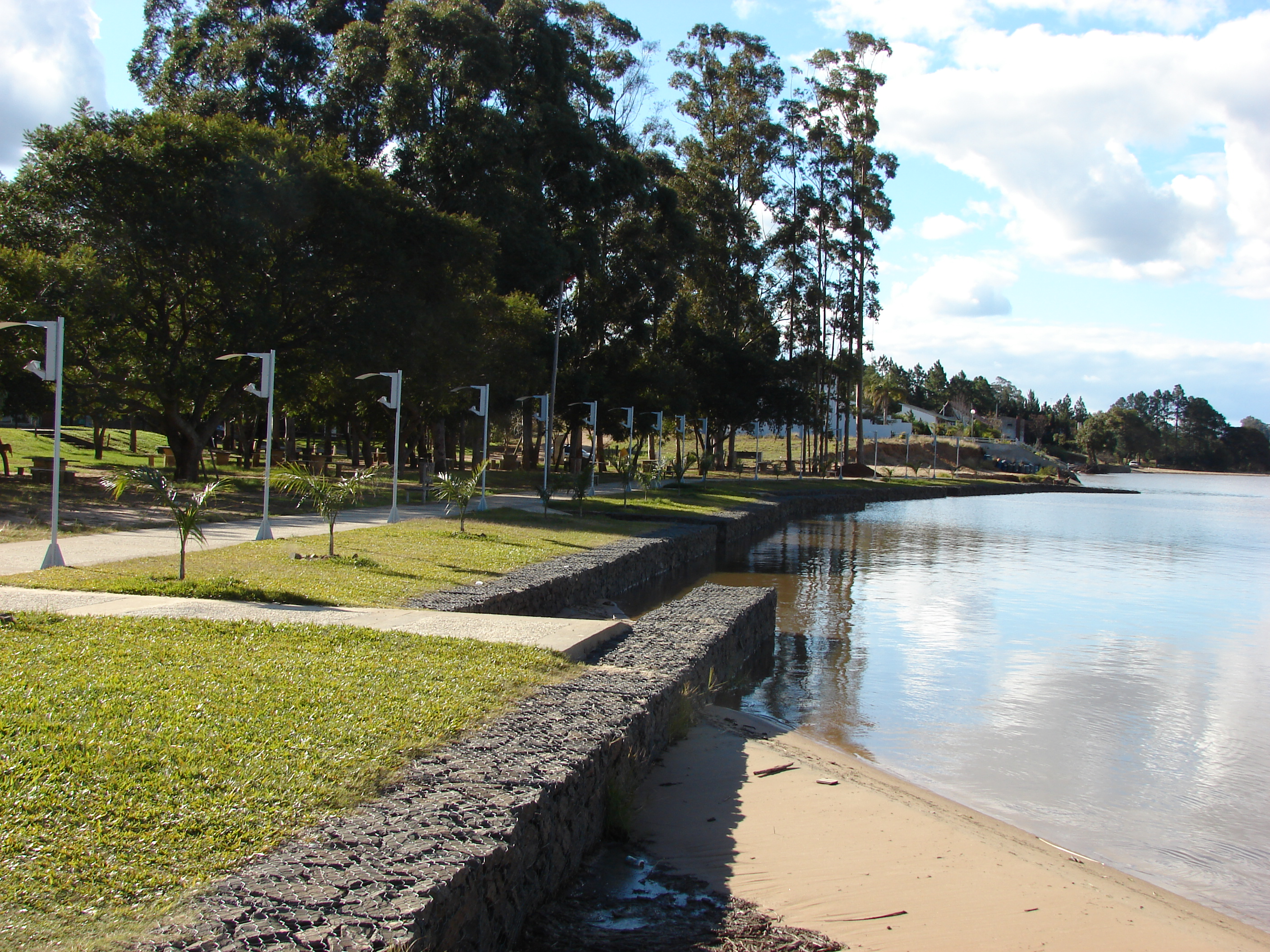

Comenzó siendo una estancia ganadera fundada por Santiago Artigas, junto con otras, en el Rincón del Mandisoví, por mandato del gobernador de la provincia de Entre Ríos, Justo José de Urquiza en 1848. El 8 de septiembre de ese año Urquiza había designado al hijo de José Artigas como mayordomo de la estancia del Estado en los campos de Mandisoví. Posteriormente, las tierras fueron vendidas a particulares, adquiriéndolas sucesivamente Miguel Rohrer (inmigrante Alemán), Pedro Perich (inmigrante austrohúngaro), Juan Cruz Paiz e Higinio Barreto (ambos estancieros) quienes vendieron con pacto de retroventa a Salvador Tido pero conservando la posesión de la tierra, luego Paiz y Barreto venden hacia 1896 Cupertino Otaño, quien era socio de J.C Paiz en otros emprendimientos y apoderado de H. Barreto. 
Cupertino Otaño vio la posibilidad de llevar adelante un negocio inmobiliario y adquirió la propiedad con un crédito de la Sociedad de Mandatos y Afines del Río de la Plata escribano Tristan Almandoz, de la Ciudad de Buenos Aires,  las divididio las tierras diseñando el casco urbano, de 55 manzanas atravesadas en su corazón por las vías del Ferrocarril General Urquiza, cuya estación (Estación Santa Ana) se había construido con aportes de los vecinos en el año 1889. Es importante saber, que la dirección de catastro de la provincia nunca aprobó los planos de la ciudad, considerándose hasta el día de hoy su ejido como zona rural. 
Durante muchos años, Se lo llamó Santa Ana o Barreto a esa zona, denominadosela también posterior al loteo de 1895  “Pueblo Otaño” o Santa Ana. Con una plaza céntrica frente a la capilla, y a su alrededor la zona de quintas chacras, abarcando una distancia de hasta 25 Has, denominada Colonia Santa Ana. En 1901 se bendice y entroniza a su patrona santa Ana, tomando así el nombre definitivo el poblado.
Poco tiempo después la población de Santa Ana experimentaría uno de los cambios más profundos, la construcción de la represa de Salto Grande, sobre el río Uruguay. Esta obra trajo como consecuencia inmediata una importante modificación en la zona, debido al ensanchamiento y el re encauce del río. Esto dio origen a la formación del lago artificial “Salto Grande”, y modificó profundamente la jurisdicción de Santa Ana, debido a que miles de hectáreas quedaron bajo el agua. Y con ello la necesidad de comenzar a construir mayores alternativas de producción, basadas esencialmente en la citricultura.

## Municipio
El 11 de enero de 1972 por decreto n.º 13/1972 se creó un consejo vecinal rural bajo dependencia del intendente de Federación como nexo ante las autoridades provinciales, que se transformó en junta de gobierno en 1974 por decreto n.º 54/1974.
Por decreto n.º 2650/1984 MGJE del 26 de julio de 1984 se declaró a Santa Ana municipio de segunda categoría, luego de que por ley n.º 7320, sancionada el 23 de julio de 1984, se aprobara su ejido y los datos censales.
Mediante la ley n.º 9004 sancionada el 11 de abril de 1996 y promulgada el 29 de abril de 1996 fue ampliado el ejido del municipio de Santa Ana incorporando la Colonia Ensanche Sauce y parte de la suprimida junta de gobierno de Colonia La Matilde.

ARTICULO 1°.- Amplíanse los Ejidos Municipales de:
 a) Villa del Rosario (Departamento Federación), al que se agrega: Colonia "Santa Eloisa" y parte de Colonia "La Matilde".
 b) Santa Ana (Departamento Federación), al que se agrega: Colonia "Ensanche Sauce" y parte de Colonia "La Matilde".
 c) Los límites entre las ampliaciones de ambos Municipios serán la prolongación de la denominada Avenida 25 de Mayo de Villa del Rosario hasta la costa del Lago de "Salto Grande", y al Oeste la prolongación de la línea del límite actual hasta su intersección con la Avenida mencionada anteriormente.

El centro rural de población de Colonia La Matilde había sido creado por decreto n.º 3421/1986 MGJE del 11 de agosto de 1986. Tanto la Colonia La Matilde como la Colonia Ensanche Sauce fueron parte de la Colonia Villa Libertad y del ejido de Chajarí hasta 1961.

## Economía
El sistema productivo de esta región se caracteriza por la combinación de diversas actividades agropecuarias, donde se destacan la fruticultura, ganadería, pasturas y la forestación. Además hay aserraderos e industrias de elaboración de embutidos.
En la ganadería es importante la presencia de ganado bovino y en la agricultura encontramos en primer término la producción cítrica, la principal fuente de ingreso del 60 % de la población.